# Берлинский институт техники и экономики
Берлинский институт техники и экономики (нем. Hochschule für Technik und Wirtschaft Berlin) — крупнейший университет прикладных наук (Fachhochschule) в Берлине и Восточной Германии, где обучаются более 13 000 студентов. ВУЗ предоставляет около 70 специальностей в области техники, информатики,  экономики, культуры и дизайна.

## История
Берлинский институт техники и экономики является результатом нескольких слияний ранее существовавших учебных заведений.

### Берлинская школа текстиля и моды

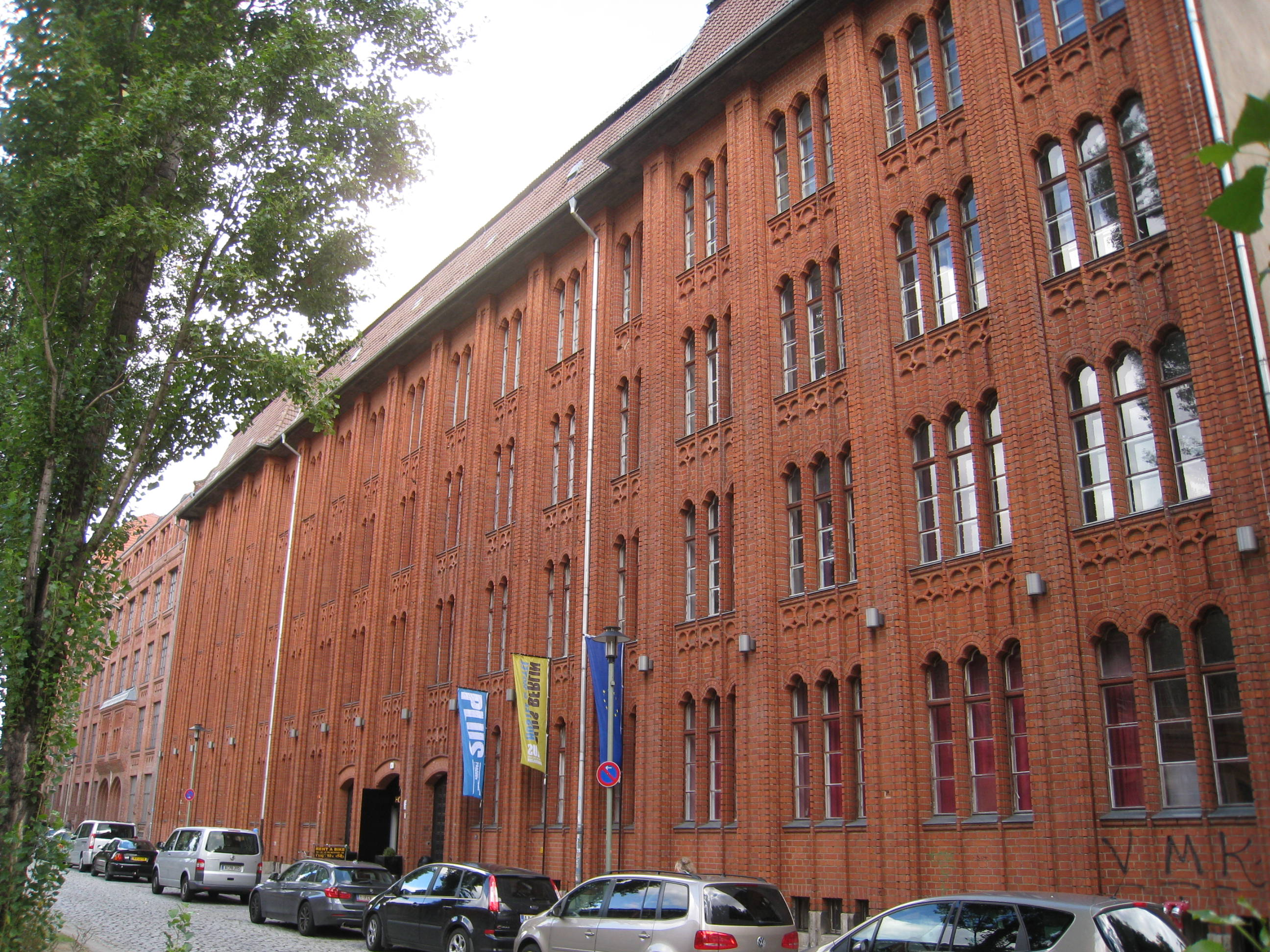
Здание "Высшей профессиональной школы текстильной и швейной промышленности", открытая в 1919 году

В 1874 году основано училище Техническая школа демонтажа, монтажа и дизайна, которое обучало по специальностям конструирование одежды и техники одежды, далее училище развивается и получает название Высшая школа ткачества Берлина. Затем оно получило название Берлинская школа текстиля и моды. В связи растущими потребностями текстильной промышленности к 1912 году преобразован в Высшая профессиональная школа текстильной и швейной промышленности.
Позднее училище получило название Инженерная школа по технологии одежды.  В 1990 году стало частью Инженерного института.  С лета 2006 году все близкие специальности к моде и дизайну базируется в кампусе Вильхельминенхоф в районе Обершёневайде.

### Берлинский инженерный институт
В 1948 году образовывается инженерная школа по машиностроению, электротехники и строительству, позднее именуется короче инженерная школа по машиностроению и электротехники. В 1988 году получает статус высшего учебного заведения и именуется как Берлинский инженерный институт. С лета 2006 году все технические специальности базируется в кампусе Вильхельминенхоф в районе Обершёневайде

### Берлинский институт экономики
4 октября 1950 в здание бывшей гимназии Канта открывается институт плановой экономики, который в 1954 году переименуется в Берлинский институт экономики, а в 1972 институту было присвоено имя Бруно Лейшнера. После слиянием с инженерным институтом большинство преподавателей было уволено к первому октября 1991 года. Это было связано с тем, что после Объединения Германии институт был классифицирован как неподходящий к политическим и экономическим реалиям.

### Берлинский профессиональный институт техники и экономики
Первого октября 1991 года происходит объединение Инженерного и Экономического института в одно учебное заведения. Таким образом основывается Берлинский профессиональный институт техники и экономики (FHTW Berlin). Первого апреля 1994 года FHTW Berlin становиться юридический самостоятельным, с этого дня считается его основания. В 1996 году в состав профессионального института также присоединяется еще институт Deutsche Telekom в Берлине. Первого апреля 2009 года переименуется в Берлинский институт техники и экономики.

## Местоположение
До 2009 года имела пять кампусов в Берлине. С 2010 года HTW Berlin располагается в двух местоположениях (оба в восточном Берлине): Карлсхорст и Обершёневайде.

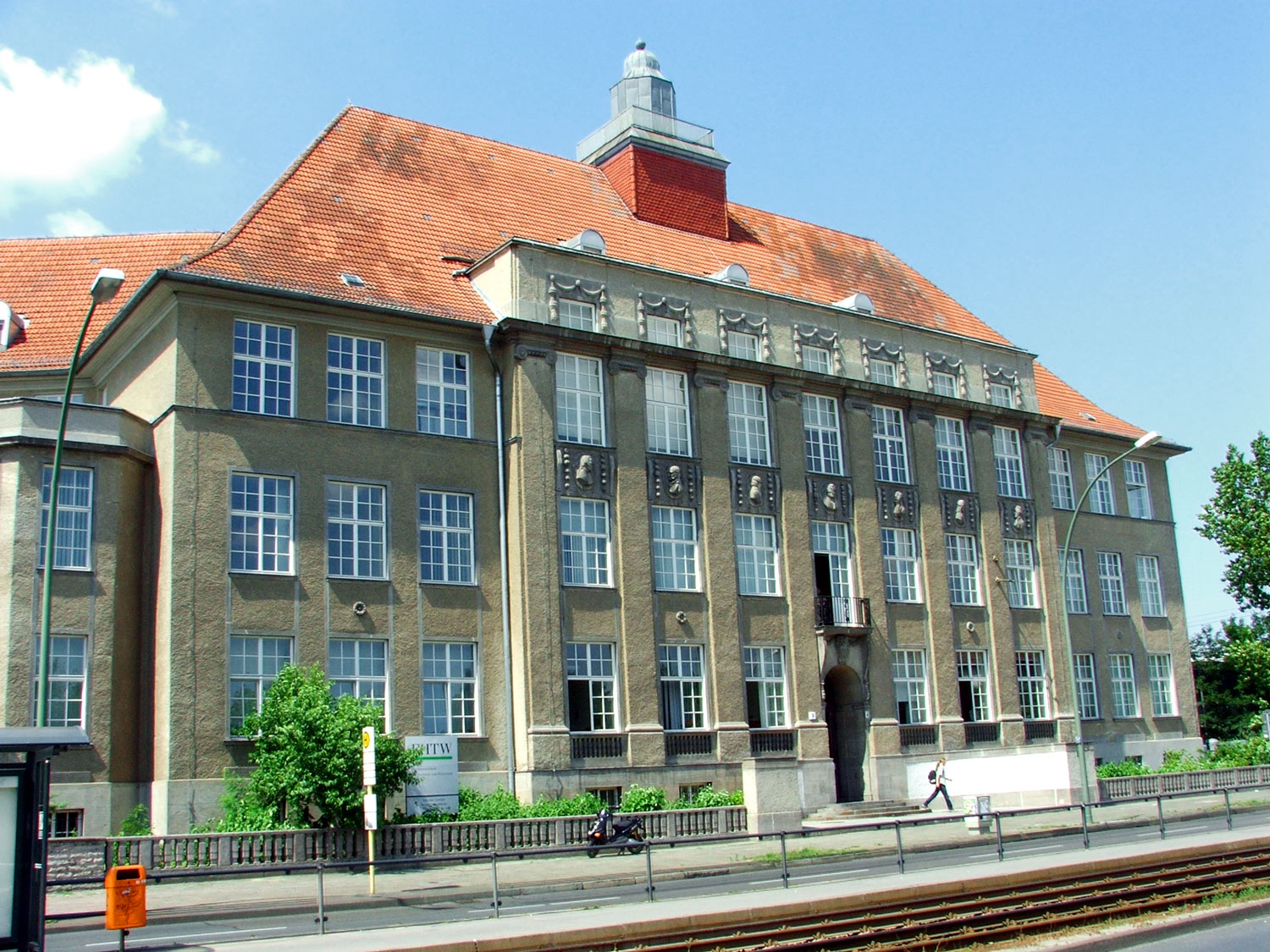
Главный корпус в кампусе Тресковаллеи в Карлсхорсте
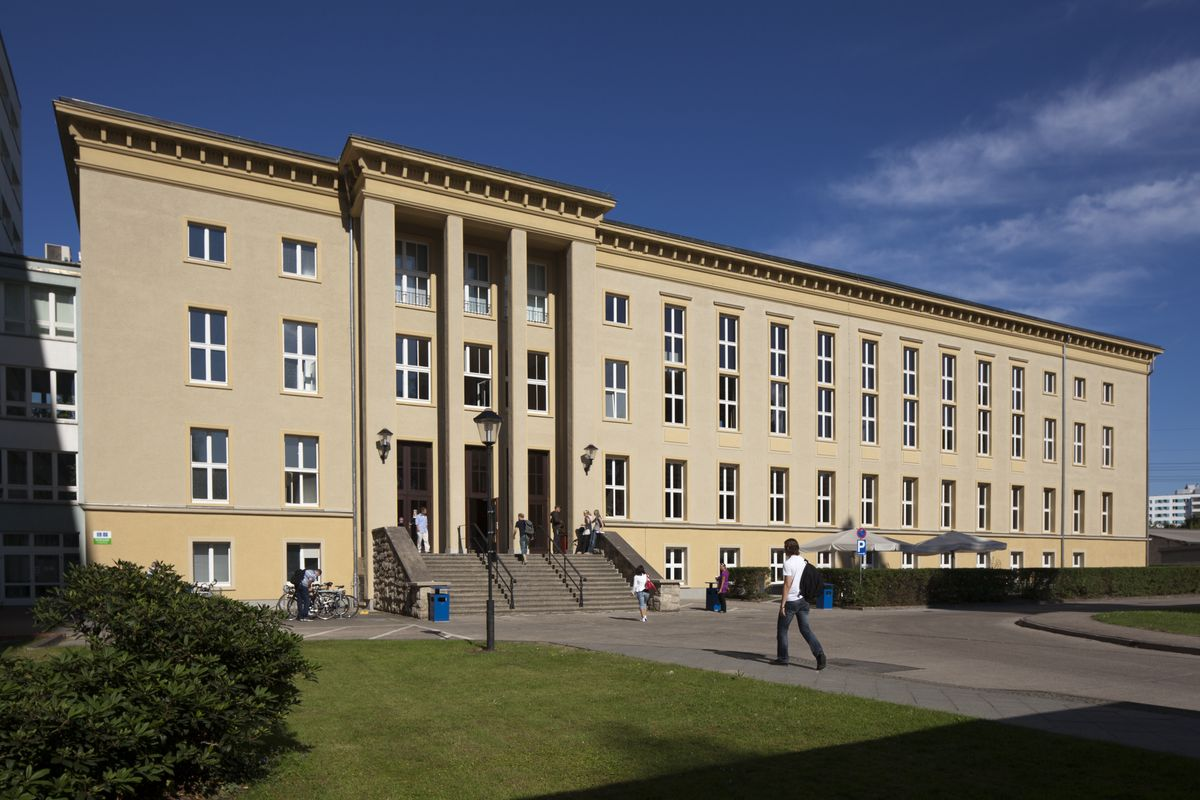
Здание столовой в кампусе Тресковаллеи
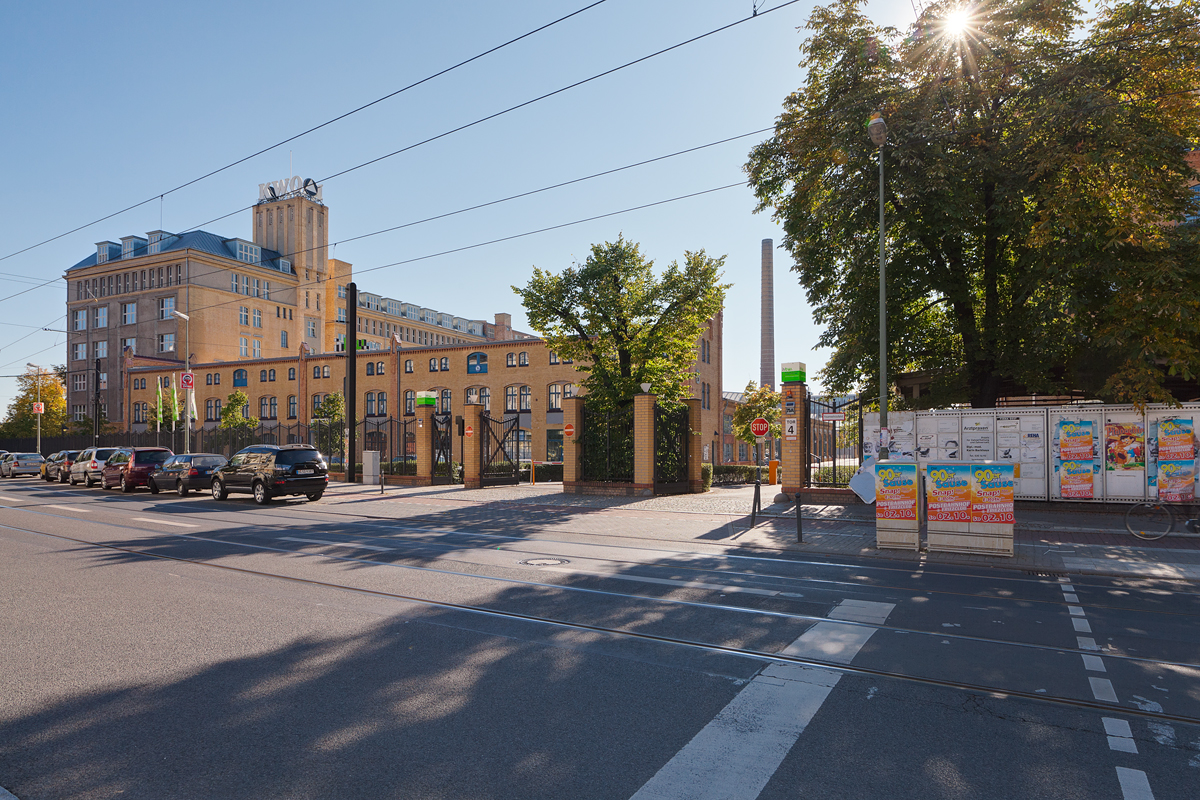
Вход в кампус Вильхельминенхоф в Обершёневайде

## Факультеты
В настоящее время обучение в Берлинском институт техники и экономики ведётся на пяти факультетах:
- Инженерных наук — Энергетики и Информации (Факультет 1)
- Инженерных наук — Техники и Жизни (Факультет 2)
- Экономики и права (Факультет 3)
- Информатики, Коммуникации и экономики (Факультет 4)
- Культуры и Дизайна (Факультет 5)